# Gyroplane Laboratoire
Gyroplane Laboratoire  var en av världens första praktiskt användbara helikoptrar. Helikotern konstruerades av fransmannen Louis Breguet, och premiärflög den 26 juni 1935. Helikoptern var en experimenthelikopter  tillverkad i ett exemplar. Helikoptern förstördes när de allierade bombade flygfältet vid Villa Coublay 1943.

## Teknisk utformning
Gyroplane Laboratoire var byggd som en öppen stålrörsram med motor, bränsletank och pilot placerade i mitten. Stjärten var byggd av plywood. Landstället var försett med hjul, och hade förutom sporrstället även ett noshjul.
Helikoptern var försedd  med koaxialrotorer. Avsikten med denna konstruktion är att vridmomenten från de båda rotorerna ska ta ut varandra. På många moderna helikoptrar, som bara har en huvudrotor, görs detta arbete istället av en stjärtrotor. Bladen var tillverkade i metall, och var stora jämfört med en modern helikopter. Piloten kunde manipulera rotorbladens anfallsvinkel för att stiga och sjunka, och luta rotorn genom cyklisk pitchförändring och på så vis få helikoptern att flyga framåt eller i sidled. Svängar gjordes med sidrodret placerat i stjärten.

## Rekordflygningar
- Den 14 december 1935 gjordes en distansflygning på 500 m på sluten bana.
- Den 26 september 1936 uppnåddes rekordhöjden 158 m.
- Den 24 november 1936, höll sig helikoptern i luften 1 h 2 minuter 5 s och flög en sträcka av 44 km på en sluten bana. Hastigheten vid flygning rakt fram var 44,692 km/h.

Focke-Wulf Fw 61 utklassade  Gyroplane Laboratoire och slog många rekord under 1936-1938.